# Tortula baetica
Tortula baetica là một loài Rêu trong họ Pottiaceae. Loài này được (Casas & R. Oliva) J. Guerra & Ros miêu tả khoa học đầu tiên năm 1992.